# لیندزی فرای
لیندزی فرای (انگلیسی: Lyndsey Fry؛ زادهٔ ۳۰ اکتبر ۱۹۹۲) بازیکن هاکی روی یخ اهل ایالات متحده آمریکا است.